# استان سانتیاگو دل استرو
 استان سانتیاگو دل استرو ، یکی از استان‌های ۲۳ گانه آرژانتین، واقع در شمال کشور می‌باشد که با استان‌های سالتا، چاکو، سانتا فه، کاتامارکا، کوردوبا و توکومان مرز مشترک دارد.

## مشخصات
- مرکز: سانتیاگو دل استرو
- مساحت: ۱۳۶۳۵۱ کیلومترمربع
- جمعیت: ۸۰۴۴۵۷ (تا ۲۰۰۱)
- فرماندار: خراردو زامورا

## تاریخچه
پیش از ورود اسپانیایی‌ها به آمریکای جنوبی، استانی که اکنون سانتا فه نام دارد زیستگاه بومیان (ساناویرونس و خوریستونوکوتس) بود. این استان به گونه ای شگفت‌آور، محل زندگی صدهزار نفر از گویشوران گونه ای محلی زبان کچوا (زبان اینکاها) می‌باشد.
دیه گو ده روخاس در سال ۱۵۴۲ نخستین کسی که به منطقه رسید. فرانسیسکو ده آگیره شهر سانتیاگو دل استرو را در سال ۱۵۵۳ بنا کرد.
سانتیاگو دل استرو زیر تسلط دولت‌های مختلفی از جمله توکومان بوده‌است. به دلیل توجه کمی که به این شهر می‌شد تا اوایل قرن ۲۰، جمعیتی معادل ۵۰۰۰ نفر داشت.
با ایجاد منطقه سالتا، سانتیاگو دل استرو به توکومان ملحق شد و بعدها در خلال جنگ استقلال (۱۸۲۰) با رهبری فرماندار خوان فیلیپه ایبارا از توکومان جدا شد. از حامیان برجسته استان، قانون‌گذار و آهنگساز مشهور، آمانسیو خاسینتو آلکورتا بود. تلاش‌های وی جهت مدرن کردن تجارت و نظام مالیاتی و بهبود سیستم بانک داخلی بود.
در اوایل قرن ۲۰، استان توانست اراضی مورد مناقشه با استان چاکو را به دست آورد. بدین ترتیب استان دارای ۴ شهر و ۳۵ هزار نفر جمعیت شد. احداث سد لوس کوئیروگا در سال ۱۹۵۰زمین‌های کم‌آب استان را آبیاری می‌کرد.
چشمه‌های آب گرم ریو اوندو که در شمال غرب شهر سانتیاگو دل استرو قرار دارد با وجود آنکه در مسیری صخره دار قرار داشت، جمعیت بسیاری را به سوی خود جذب می‌کرد. این چشمه‌ها نخستین بار توسط اسپانیایی‌ها در سال ۱۵۴۳ مشاهده شدند. پروفسور هرکولس کورتی در سال ۱۹۱۸ به خاصیت درمانی آب‌های ریو اوندو پی برد. به زودی جمعیت زیادی به آن منطقه روانه شدند. به همین دلیل اولین هتل رسمی در دهه ۱۹۴۰ تأسیس شد. چشمه‌های اب گرم ریو اوندو پس از چشمه‌های ریکیاویک ایسلند مقام دوم را در جهان دارند.
در سال ۱۹۴۸ پرونیست جوان، کارلوس خوارز فرماندار سانتیاگو دل استرو شد. او بعدها به چهره سیاسی برجسته استان بدل گشت. وی چهره واقعی خود را با رویه به ظاهر دوستانه اش پنهان می‌کرد و ترتیب قتل رقبای خود را صادر می‌کرد. (سزار ایتوره در ۱۹۹۶ و خراردو سوئلدو در ۱۹۹۸). وی در سال ۲۰۰۲ و در رابطه با قتل دو زن جوان بازداشت شد.

## جغرافیا و اقلیم
بیشتر استان بخشی از منطقه گران چاکو می‌باشد که شامل زمین‌های هموار و در برخی موارد فرورفتگی‌هایی است. تالاب‌های حوضهٔ رودهای سالادو و دولسه دراین فرورفتگی‌ها شکل گرفته‌است.
خاک خشک آن در نواحی نیمه بیابانی و استپی سرشار از آهک و نمک می‌باشد.
دمای هوای متوسط در استان با هوایی گرم و نیمه استوایی و فصولی بی باران ۲۱ درجه می‌باشد. بیشترین دمایی که تاکنون گزارش شده ۵۰ درجه بوده‌است.
میزان بارش متوسط در زمستان ۱۲۰ م.م. بوده‌است.

## اقتصاد
استان سانتیاگو دل استرو با تولید ناخالص داخلی برابر۹/۲ میلیارد دلار در سال ۲۰۰۶ و درآمد سرانه ۳۵۶۰ همچون سایر ایالات شمالی از نظر اقتصادی کم توسعه می‌باشد.
تکیه گاه اقتصادی استان با نمایه ای روستایی، محصولات زراعی (۱۲ درصد اقتصاد استان) چون پنبه (بیست درصد تولید ملی)، سویا، ذرت و پیاز می‌باشد. رو رود سالادو و دولسه مزارع منطقه را آبیاری می‌کنند
از سایر فعالیت درآمدزای سانتیاگو دل استرو، پرورش دام به ویژه در شرق استان است.
تولیدات صنعتی کمتر از ۱۰ درصد اقتصاد سانتیاگو را تشکیل می‌دهد. از جمله آنها: صنایع غذایی، صنعت چرم، نساجی و چوب می‌باشند. در ضمن بخش معدن درصد ناچیزی از اقتصاد را به خود اختصاص می‌دهد.
در بخش خدمات، صنعت جهانگردی منبع درامدزایی می‌باشد. جاذبه‌های توریستی استان عبارتند از:
موزه و ساختمان‌های تاریخی شهر سانتیاگو دل استرو
چشمه‌های آب گرم ریو اوندو
پارک ملی کوپو
سد فرونتال برای ورزش‌های آبی

## فرهنگ
از چهره‌های برجسته تاریخی استان، کلنل " خوان فرانسیسکو بورخس "، رهبر جنگ استقلال است. نویسنده معروف، خورخه لوئیز بورخس، از اخلاف وی است. رهبران انقلابی و پایه‌گذاران حزب انقلابی کارگران و ارتش انقلابی خلق - چون ماریو روبرتو و فرانسیسکو رنه سانتوچو – نیز از چهره‌های مهم تاریخی استان هستند.
ازچهره‌های فرهنگی سانتیاگو می‌توان به فیلیپه تابوآدا، رامون گومز کورنت، کارلوس سانچز گراماخو، الفردو گوگنا، ریکاردو تورینیو، رافائل تورینیو (همگی نقاش)، خورخه واشینگتن ابالوس، برناردو فیخو، کلمنتینا روزا کنل، خولیو کاره راس (همگی نویسنده) و آمانسیو خاسینتو آلکورتا (آهنگساز) اشاره نمود. مهم‌ترین وجه میراث فرهنگی استان را موسیقی (فولکلور) چاکاره را و سامبا تشکیل می‌دهد.

## تقسیمان سیاسی
استان به ۲۷ بخش (دپارتمان) تقسیم می‌شود.
| ۱ – بخش آگیره ۲ – بخش آلبردی ۳ – بخش آتامیسکی ۴ – بخش آویاندا ۵ – بخش باندا ۶ – بخش بلگرانو ۷ – بخش مرکزی (با مرکزیت سانتیاگو دل استرو) ۸ – بخش چویا ۹ – بخش کوپو ۱۰ – بخش فیگه روآ ۱۱ – بخش خنرال تابوآدا ۱۲ – بخش گواسایان ۱۳ – بخش خیمه نز ۱۴ – بخش خوان فلیپه ایبارا | ۱۵ – بخش لوره تو ۱۶ – بخش میتره ۱۷ – بخش موره نو ۱۸ – بخش اوخو ده آگوا ۱۹ – بخش پیه گرینی ۲۰ – بخش کبراچائوس ۲۱ – بخش ریو اوندو ۲۲ – بخش ریواداویا ۲۳ – بخش روبلس ۲۴ - بخش سالاوینا ۲۵ – بخش سان مارتین ۲۶ – بخش سارمینتو ۲۷ – بخش سیلیپیکا |  |